# Спринг Гроув (Илиноис)
Спринг Гроув (енгл. Spring Grove) град је у америчкој савезној држави Илиноис.

## Демографија
По попису из 2010. године број становника је 5.778, што је 1.898 (48,9%) становника више него 2000. године.
| Група             | 2000.         | 2010.         |
| Белци             | 3.728 (96,1%) | 5.462 (94,5%) |
| Афроамериканци    | 5 (0,1%)      | 32 (0,6%)     |
| Азијати           | 35 (0,9%)     | 45 (0,8%)     |
| Хиспаноамериканци | 69 (1,8%)     | 185 (3,2%)    |
| Укупно            | 3.880         | 5.778         |